# Kecamatan Jayapura Utara
Kecamatan Jayapura Utara är ett distrikt i Indonesien.   Det ligger i provinsen Papua, i den östra delen av landet, 3 800 km öster om huvudstaden Jakarta.